# Хьюго Парізі
Хьюго Парізі (порт. Hugo Parisi, 1 серпня 1984) — бразильський стрибун у воду.
Учасник Олімпійських Ігор 2004, 2008, 2012, 2016 років.
Переможець Південнамериканських ігор 2014 року, призер 2010 року.
Призер Чемпіонату Південної Америки з плавання 2008 року.
Призер літньої Універсіади 2005 року.